# 中国国际广播电台华语广播
中国国际广播电台华语广播是中国国际广播电台的主要对外广播语种频道之一，于1949年6月20日开播。目前每天播出45小时（其中普通话24小时，广州话12小时，闽南话3小时，客家话3小时，潮州话3小时），通过FM、中波、短波及网络广播，广播范围覆盖全球大部分地区。其汉语普通话节目呼号为“华语环球”，方言节目呼号为“世界华声”。

## 历史

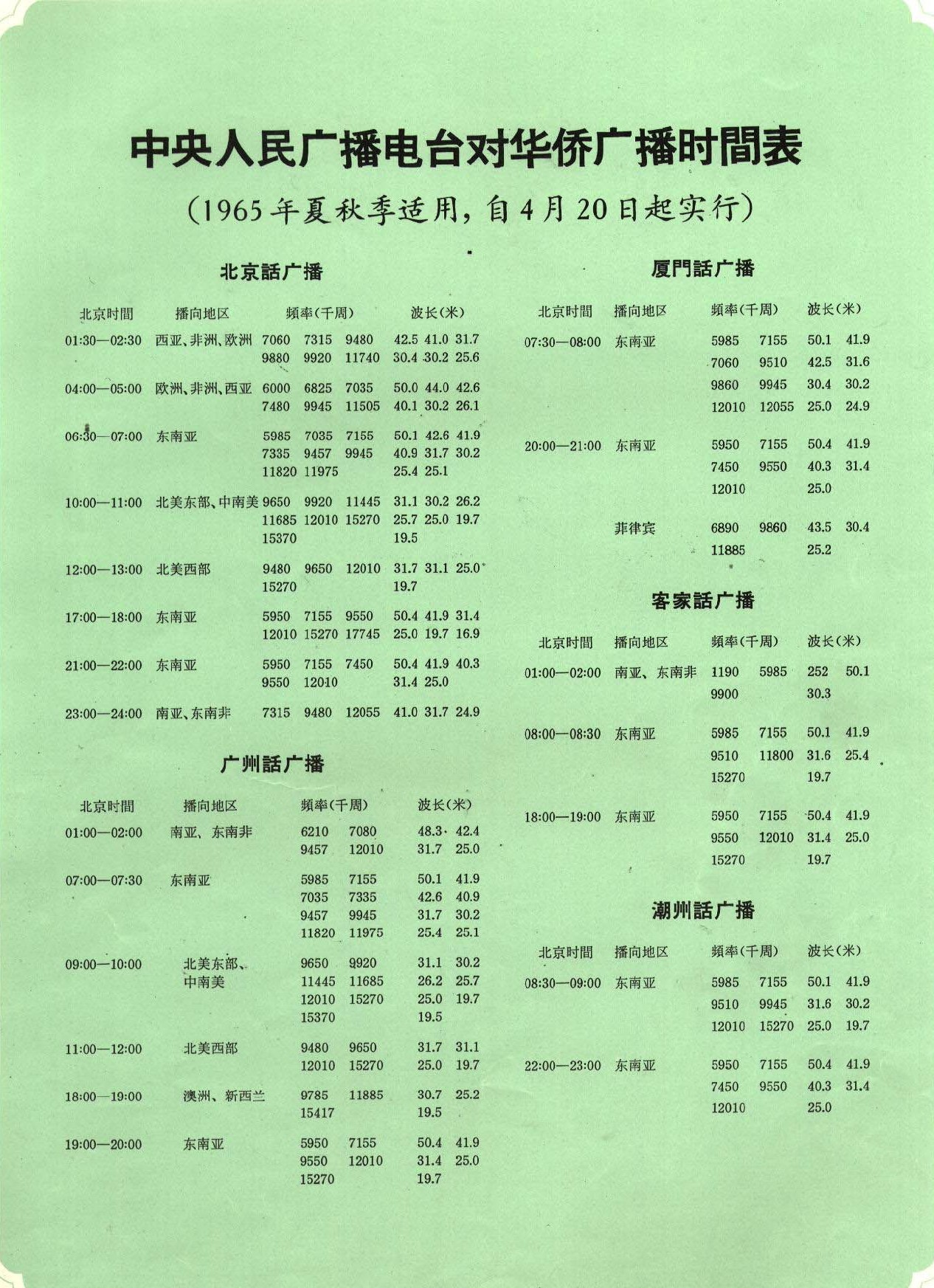
1965年中央人民广播电台对华侨广播时间表。

- 1949年6月20日 - 开播，每天播放1小时15分钟的节目，使用广州话、闽南话和潮州话播音，呼号北平新华广播电台。
- 1949年9月27日 - 呼号变为北京新华广播电台。
- 1949年12月5日 - 北京新华广播电台第一台更名为中央人民广播电台，对海外华人广播也随之更名为“中央人民广播电台对华侨广播”。
- 1978年4月18日 - 改称中国国际广播电台。
- 2004年2月 - 开通网站。
- 2009年2月20日 - 开通网络版地方方言华语广播——中国国际广播电台世界华声[2]，之后“世界华声”成为国际台汉语方言广播的呼号。

## 主要节目
- 《整点新闻》
- 《纵深报道》
- 《CRI中国新闻》
- 《CRI港澳台华人新闻》
- 《港澳连线》
- 《媒体链接》
- 《时尚资讯》
- 《中国周刊》
- 《世界周刊》
- 《中国新印象》
- 《联合国新闻》
- 《视点》
- 《听友信箱》
- 《财经中国》
- 《畅游中国》
- 《龙行天下》
- 《娱乐全接触》
- 《音乐故事》
- 《民乐逍遥游》
- 《体育新干线》
- 《华人时空》
- 《唐人街》
- 《全球华语歌曲风云榜》
- 《华夏之窗》
- 《岭南掠影》
- 《客家天地》
- 《茶余饭后》
- 《走进宝岛》
- 《闽江茶座》
- 《今日侨乡》
- 《四海潮人》

## 收听時間频率表
- 本频率表有效期为2024年3月31日至2024年10月27日。本频率表中所标注之默认时间均为北京时间UTC+8，默认频率单位皆为千赫兹（kHz）

### 普通話節目時間频率表[3]
呼号：中国国际广播电台华语环球广播
| 北京时间    | 播音频率（kHz）                                                                               |
| 01:30-02:30 | 7275, 9685, 9695, 11660, 13710                                                                |
| 04:00-05:00 | 7205, 7255, 9865, 13670, 13690                                                                |
| 06:00-07:00 | 5975, 6140, 7215, 7265, 7285, 7325, 7430, 9675, 9720                                          |
| 07:00-08:00 | 9865, 11900                                                                                   |
| 08:00-09:00 | 9880, 11780, 11900, 11975, 13580, 13655, 17690                                                |
| 09:00-10:00 | 9560, 9655, 11650, 11770, 13580, 13655, 15160, 17690                                          |
| 10:00-11:00 | 9580(北美), 9825, 11880, 13655, 15160, 17840                                                  |
| 11:00-12:00 | 9450, 11740, 15160, 15230, 17540                                                              |
| 12:00-13:00 | 11740, 13640, 15110                                                                           |
| 13:00-14:00 | 11740, 15110, 15785, 17840                                                                    |
| 14:00-15:00 | 11710, 15160, 15230, 15785, 17615, 17650, 17740, 17840                                        |
| 15:00-16:00 | 11710, 11875, 17615, 17650, 17740, 17840                                                      |
| 16:00-17:00 | 9880, 11640, 15230, 15560, 17560, 17650, 17840                                                |
| 17:00-18:00 | 7430, 9460, 9880, 11980, 12005, 13570, 13730, 13850, 15250, 15525, 15560, 17530, 17560, 17840 |
| 18:00-19:00 | 9460, 9820, 9880, 9890, 11980, 13850, 15250, 15525, 17530, 17650, 17840                       |
| 19:00-20:00 | 7435, 9610, 11750, 13610, 13755, 17650                                                        |
| 20:00-21:00 | 7435, 7440, 9540, 9855, 13610, 13755, 15110, 17650                                            |
| 21:00-22:00 | 7215, 7435, 7440, 9540, 9855, 13650, 17735                                                    |
| 22:00-23:00 | 6040, 7235, 7410, 7435, 9730, 12025, 15410, 17735                                             |
| 23:00-00:00 | 6155, 7235, 7435, 9455, 9560, 13755, 17735                                                    |

### 廣州話節目時間频率表[3]
呼号：中国国际广播电台粤语国际
| 北京时间    | 播音频率（kHz）                                       |
| 01:00-02:00 | 9770，9800（东南非）                                  |
| 03:00-04:00 | 9575，11895（欧洲）                                   |
| 07:00-08:00 | 6140，7325，9460，11945，15100（东南亚）              |
| 08:00-09:00 | 11820，17490（东南亚）                                |
| 12:00-13:00 | 9790（北美）15160，15230（东亚）                      |
| 13:00-14:00 | 15160，15230（东亚）                                  |
| 15:00-16:00 | 11640，15230（东亚）                                  |
| 18:00-19:00 | 11875，12005（大洋洲）                                |
| 19:00-20:00 | 9540，9570（大洋洲）MW603，7370，9590，9645（东南亚） |
| 20:00-20:50 | 9570（北美）                                          |

### 閩南話節目時間频率表[3]
呼号：中国国际广播电台闽南之音
| 北京时间    | 播音频率（kHz）                                               |
| 09:00-10:00 | 9460，9550，9610，11945，11980，15100，15425，17490（东南亚） |
| 10:00-11:00 | 15425，17490（东南亚）                                        |
| 20:00-21:00 | 11910（东南亚）                                               |
| 22:00-23:00 | 9655，11650（东南亚）                                         |

### 潮州話節目時間频率表[3]
呼号：中国国际广播电台世界潮声
| 北京时间    | 播音频率（kHz）        |
| 02:00-03:00 | 11895，13700（欧洲）   |
| 15:00-16:00 | 15145，17750（东南亚） |
| 19:00-20:00 | 9440，11875（东南亚）  |

### 客家話節目時間频率表[3]
呼号：中国国际广播电台客家之声
| 北京时间    | 播音频率（kHz）                            |
| 00:00-01:00 | 9770，11880（东南非）                      |
| 08:00-09:00 | 9460，9550，9610，15100（东南亚）          |
| 12:00-13:00 | 15350，17540（南亚）17510, 17710（东南亚） |

- 其他时段及播出频率详见环球FM广播（页面存档备份，存于）

## 其他
除了华语广播之外，中国国际广播电台亦开通有地方方言华语网络广播——中国国际广播电台世界华声，使用广州话、闽南话、客家话、潮州话和温州话广播。
中国国际广播电台华语广播有QSL卡，由于华语广播主要对中国国外进行播放，中国国际广播电台并不向国内听众发行寄送QSL卡，不过中国国际广播电台外语组却向中国国内听众发放QSL卡（这一点与日本国际广播电台类似）。